# Karl Uhlirz
Karl Uhlirz (* 13. Juni 1854 in Wien; † 22. März 1914 in Graz) war ein österreichischer Historiker für Mittelalterliche Geschichte.
Der Schüler von Theodor Sickel erhielt seine Ausbildung am Institut für Österreichische Geschichtsforschung. Von 1877 bis 1882 war er Mitarbeiter Sickels bei den Monumenta Germaniae Historica in Wien und arbeitete dort an der großen Ausgabe der Kaiserurkunden des 10. Jahrhunderts. Aus dieser Tätigkeit ging seine grundlegende Studie über die bekannten Urkundenfälschungen Bischof Pilgrims von Passau (1882) hervor, dann die Geschichte des Erzbistums Magdeburg unter den sächsischen Kaisern (1887). 1902 erschien der 1. Band der Jahrbücher des Deutschen Reiches unter Otto II. und Otto III. Es ist die bis heute letzte umfassende Würdigung von Ottos II. Person und Herrschaft als König und Kaiser. Von 1882 bis 1903 war Uhlirz Archivar in Wien. Während seiner Archivarstätigkeit beschäftigte er sich mit der Geschichte Wiens und der Entwicklung des Städtewesens. Hieraus gingen die „Quellen zur Geschichte Wiens“ hervor. Seit 1903 lehrte Uhlirz als Professor für österreichische Geschichte an der Universität Graz. Seit 1903 war er Mitglied der Historischen Landeskommission für Steiermark und seit 1904 korrespondierendes Mitglied der Kaiserlichen Akademie der Wissenschaften. Seine Tochter Mathilde Uhlirz führte die Arbeit ihres Vaters fort.
Im Jahr 1954 wurde in Wien-Floridsdorf (21. Bezirk) die Uhlirzgasse nach ihm benannt.

## Schriften
- Quellen zur Geschichte der Stadt. Abt. 1: Regesten aus in- und ausländischen Archiven mit Ausnahme des Archivs der Stadt Wien 10 Bände, Wien 1896–1927. Uhlirz hat an den Bänden 1–6 und 8 mitgearbeitet.
- Quellen zur Geschichte der Stadt Wien, Abt. 2: Regesten aus dem Archiv der Stadt Wien, Band 1–3, Wien 1898–1904
- Handbuch der Geschichte Österreichs und seiner Nachbarländer Böhmen und Ungarn : [2 Bde] Graz 1927–1944. Von der 2. neubearbeiteten Auflage unter dem Titel Handbuch der Geschichte Österreich-Ungarns ist 1963 nur ein Band erschienen.
- Jahrbücher des Deutschen Reiches unter Otto II. und Otto III. Erster Band: Otto II. 973–983, Verlag Duncker & Humblot Berlin 1967, ND d. 1. Auflage von 1902.
- Geschichte des Erzbistums Magdeburg unter den Kaisern aus Sächsischem Hause. Magdeburg 1887.